# Puf a Muf (seriál)
Puf a Muf je animovaný československý krátkometrážní televizní seriál. Vznikl podle populární dětské knihy Nataši Tanské. Nakreslil ho a režíroval ho Viktor Kubal v letech 1969–1973. Zobrazuje příhody dvou kocourů Pufa a Mufa.
V roce 1989 natočila slovenská punková skupina Zóna A videoklip "Puf a Muf" s kreslenými kocoury z tohoto seriálu. Celý videoklip vznikl pro televizní film Nezmením sa!.

## Díly
1. „Puf a Muf doma“
2. „Puf a Muf maľujú“
3. „Puf a Muf športovci“
4. „Puf a Muf v nemocnici“
5. „Puf a Muf v obchodnom dome“
6. „Puf a Muf v servise“
7. „Vianoce Pufa a Mufa“